# حي شرق (شبين الكوم)
حي شرق، هو إحدى التقسيمات الداخلية لمدينة شبين الكوم في محافظة المنوفية، جمهورية مصر العربية.